# Place Saint-Vincent (Bruxelles)
Pour les articles homonymes, voir Place Saint-Vincent.

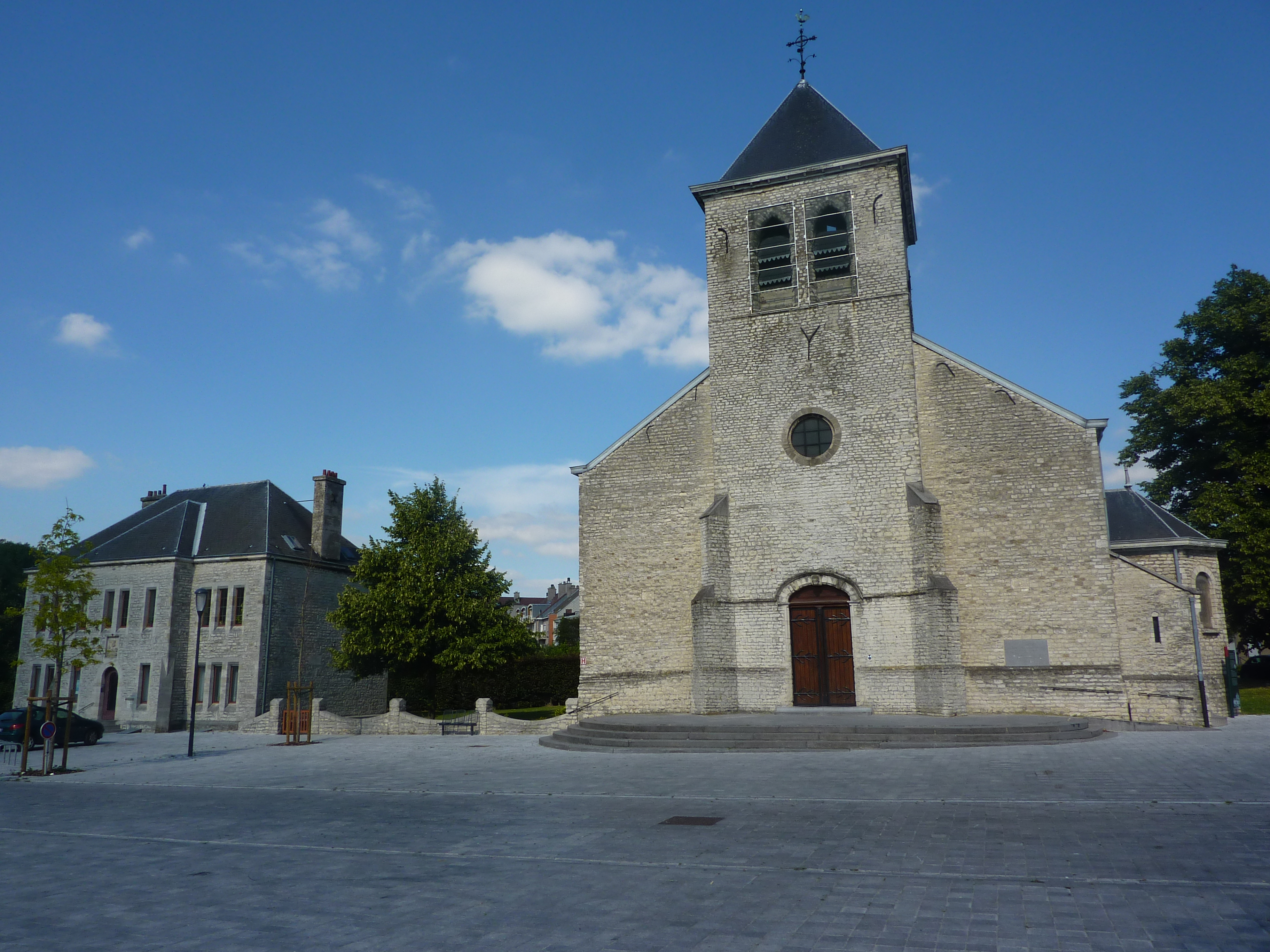
L'église Saint-Vincent et son presbytère.

La place Saint-Vincent (en néerlandais : Sint-Vincentiusplein) est une place bruxelloise de la commune d'Evere qui commence rue Stroobants, entoure l'église Saint-Vincent et qui se termine rue Laurent Vandenhoven.
La place porte le nom de Vincent (ca 607-677), le saint patron de la commune.

## Adresse notable
- Église Saint-Vincent (XIIIe siècle)